# Improvisació musical
La improvisació musical és l'activitat creativa de la composició musical immediata ("en el moment"), que combina la interpretació amb la comunicació de les emocions i la tècnica instrumental així com la resposta espontània a altres músics. De vegades, les idees musicals en la improvisació són espontànies, però poden basar-se en canvis d'acords en la música clàssica i molts altres tipus de música. Es pot definir com una actuació sense planificació ni preparació. Una altra definició és "tocar o cantar (música) de manera extemporània, inventant variacions sobre una melodia o creant noves melodies, ritmes i harmonies". L'Encyclopædia Britannica la defineix com "la composició extemporània o interpretació lliure d'un passatge musical, generalment d'una manera que s'ajusta a determinades normes estilístiques però sense restriccions per les característiques prescriptives d'un text musical específic". La improvisació es basa o es fa dins un marc harmònic preexistent o una progressió d'acords. La improvisació és una part important d'alguns tipus de música del segle xx, com ara el blues, la música rock, el jazz i la fusió de jazz, en què els intèrprets instrumentals improvisen solos, línies melòdiques i parts d'acompanyament.
Al llarg de les èpoques de la tradició musical occidental, incloent els períodes medieval, renaixentista, barroc, clàssic i romàntic, la improvisació era una habilitat valorada. JS Bach, Händel, Mozart, Beethoven, Chopin, Liszt i molts altres compositors i músics famosos eren coneguts especialment per les seves habilitats d'improvisació. La improvisació podria haver tingut un paper important en el període monofònic. Els primers tractats de polifonia, com la Musica enchiriadis (segle IX), indiquen que les parts afegides foren improvisades durant segles abans dels primers exemples anotats. No obstant això, va ser només al segle XV que els teòrics van començar a fer una dura distinció entre la música improvisada i l'escrita.
Algunes formes de música clàssica contenien seccions per a la improvisació, com la cadència en els concerts per a solos, o els preludis d'algunes suites de teclat de Bach i Händel, que consisteixen en elaboracions d'una progressió d'acords, que els intèrprets han d'utilitzar com a base per a la seva improvisació. Händel i Bach improvisaven sovint amb el clavicèmbal o l'orgue de tubs. A l'època barroca, els més intèrprets improvisaven ornaments, i els teclistes de baix continu improvisaven veus d'acords basades en la notació de baix figurat. Tanmateix, al segle XX i principis del XXI, a mesura que la pràctica habitual de la interpretació musical culte occidental es va institucionalitzar a les orquestres simfòniques, teatres d'òpera i ballets, la improvisació va començar a tenir un paper menor. Paral·lelament, alguns compositors contemporanis dels segles XX i XXI han inclòs cada cop més la improvisació en el seu treball creatiu.
A la música clàssica índia, la improvisació és un component bàsic i un criteri essencial de les interpretacions. A la música clàssica índia, afganesa, pakistanesa i de Bangla Desh, el raga és el "marc tonal per a la composició i la improvisació". L' Encyclopædia Britannica defineix una raga com "un marc melòdic per a la improvisació i la composició".

## Visió de conjunt
La improvisació és un procés de creació musical més propi d'uns estils que d'altres en els quals a penes té cabuda. En la majoria de casos, parteix d'uns elements establerts a priori, i que tendeixen a ser uns o altres, i més o menys nombrosos també en funció de l'estil. En molts contextos de la música europea i occidental en general, l'harmonia i la durada, total i/o de les parts, són els elements que més habitualment estan predeterminats i que regulen i fixen l'espai per a la improvisació.

## Elements històrics
Atès que la improvisació és, precisament per la seva mateixa naturalesa, un element que queda poc anotat en documents escrits, és difícil saber amb precisió fins a quin punt ha estat important en la història de la música europea, però diferents elements fan pensar que la seva importància fou gran en molts moments. Un dels fets que ho avalen és la importància que aquesta tenia en els processos d'ensenyament i aprenentatge de la música en aquells períodes dels quals es conserven fonts estudiables.
La comparació entre versions diferents realitzades per intèrprets actuals especialitzats en la interpretació de la música antiga donen raó sobrerament d'aquesta importància.
A l'Edat Mitjana la primera tècnica polifònica, l'organum aparegué com una tècnica improvisada d'una segona veu a una melodia preexistent.
Igualment, se sap que en el Renaixement els cantors més reputats eren capaços d'improvisar a veus, contrapuntísticament, segons els cànons compositius de l'escola francoflamenca. Això és el que parodia Adriano Banchieri al seu Contraponto bestiale alla mente: fer 'contraponto a mente' era, precisament, improvisar a veus, en contrapunt.
D'altra banda, una part, si més no, de la literatura que apareix al segle xvi de tractats referits a la interpretació instrumental es refereix, si més no parcialment, a la improvisació. Aquest seria el cas del Tratado de glosas de Diego Ortiz. A més, alguns gèneres musicals instrumentals que apareixen en aquell moment són la plasmació en forma de composició de pràctiques d'improvisació; aquest és el cas de la fantasia o el ricercare, entre d'altres.
Al Barroc hi ha, nombroses situacions en què la improvisació apareix com un element habitual entre les diferents pràctiques. Un cas concret n'és el baix continu: els instrumentistes d'instruments de tecla improvisaven la part de la mà dreta a partir de la melodia de baix i el xifrat, una manera codificada d'expressar de manera condensada l'harmonia implícita en aquell baix. Si bé aquesta pràctica només atenyia als teclistes, la d'improvisar l'ornamentació era comuna a tots els instrumentistes, sempre a partir d'unes formes de notació també codificades.
Ja en aquesta època -si no abans, i també en èpoques posteriors- els organistes despuntaren com a brillants i destacats improvisadors per motiu de la labor específica de tocar a la litúrgia. Així, al llarg del segle xx, quan la pèrdua de pes de la improvisació en el món de la música clàssica ha fet que aquesta pràcticament desaparegués dels programes d'estudis dels conservatoris, s'ha mantingut en els plans formatius dels organistes.
Moltes de les suites barroques s'iniciaven amb un preludi, un moviment inicial que en aquells moments ja s'escrivia en tots els casos però que deixava constància de períodes anteriors en els quals aquesta havia estat una improvisació anteposada als moviments basats en ritmes de dansa.

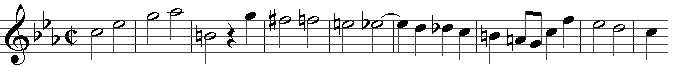
Tema que Frederic II proposà a Bach per a improvisar.

És ben coneguda l'anècdota en la qual Frederic II de Prússia va oferir a Bach un tema musical propi sobre el qual li va demanar que improvisés una fuga a tres veus, circumstància que posteriorment va donar lloc a la col·lecció de fugues i cànons coneguda com a Ofrena musical. No oblidem, però, que Bach era -també i entre altres- organista.
Per la seva banda, també Georg Friedrich Händel fou un apreciadíssim improvisador al clavecí.
Ja en el Classicisme, la vigília de Nadal del 1781, l'emperador Josep II d'Àustria va organitzar, per a diversió dels seus convidats, una competició entre dos dels pianistes de més renom a Viena en aquell moment: Mozart i Clementi. Cadascú d'ells va improvisar un preludi abans de passar a tocar composicions pròpies. La improvisació de preludis pianístics va continuar essent una pràctica habitual durant els segles xix i xx.

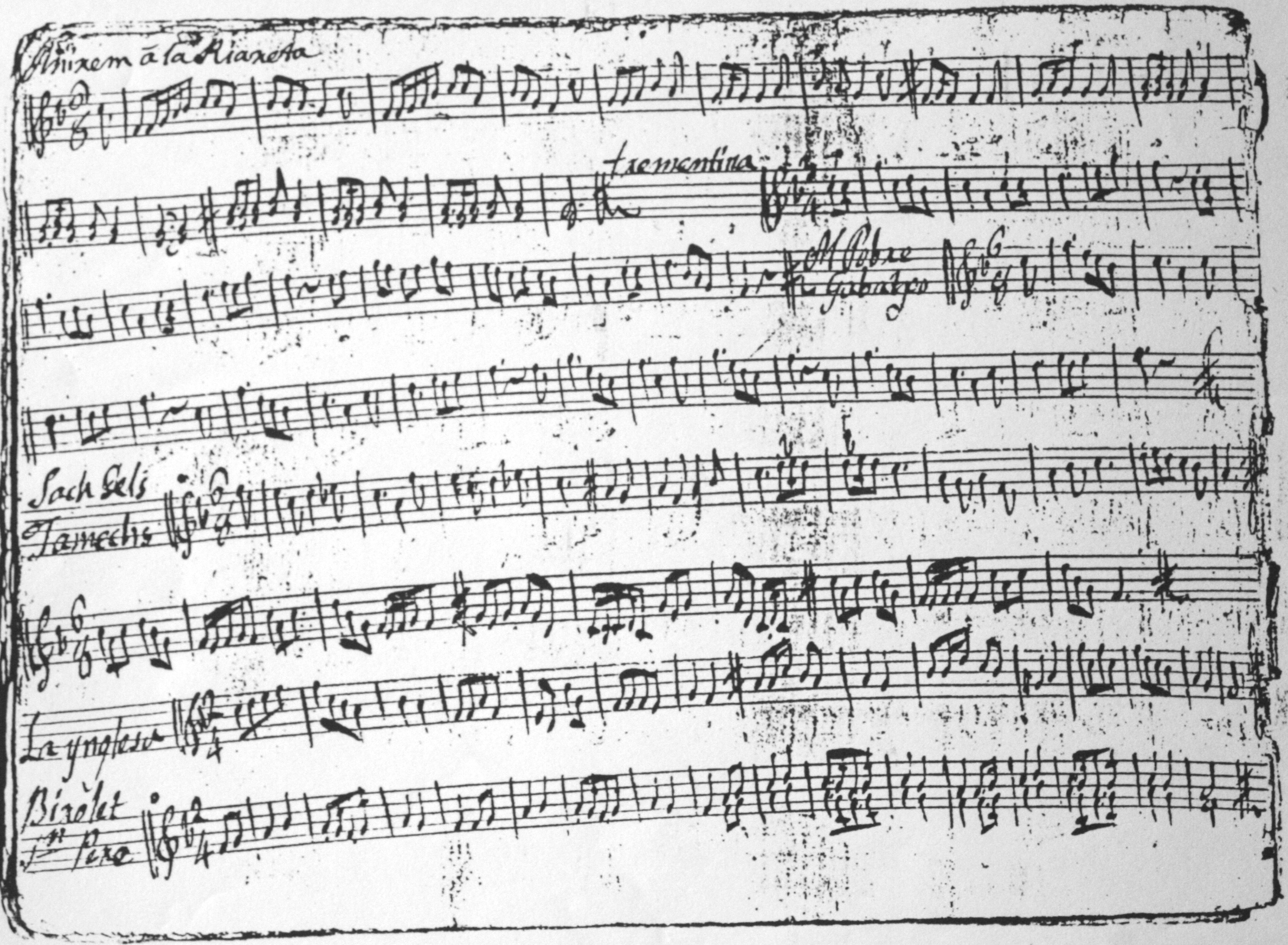
Pàgina d'un quadern dels que s'utilitzaven per a les llibertats d'orgue on apareixen anotades algunes cançons tradicionals (entre ells 'Virolet Sant Pere') sobre les quals improvisaven els organistes catalans a finals del i durant bona part del.

En aquell mateix període, i seguint la tradició dels organistes improvisadors, Carles Baguer era sobretot apreciat per les improvisacions que per Nadal feia sobre cançons populars i tradicionals. A Catalunya, aquestes sessions en les quals els organistes improvisaven lliurement s'anomenaven 'Llibertats d'orgue'.
Al segle xix la improvisació va veure augmentar la seva popularitat fins a uns extrems mai vistos anteriorment; Liszt és un magnífic exponent tant d'intèrpret que sabia improvisar amb gran destresa sobre temes proposats pel públic, com incorporar elements importants del llenguatge improvisatori en algunes de les seves composicions. Així i tot, després d'una 'apoteosi del mal gust' que es donà vers el 1840, la improvisació quasi va desaparèixer totalment de l'escena concertística. Això continua als segles xix i xx amb músics com Charles Tournemire, Marcel Dupré, Pierre Cochereau o Pierre Pincemaille.
Durant el segle xx la improvisació va tornar a l'escena en el terreny de la música clàssica -és a dir, de la música contemporània- de la mà d'estètiques obertes com poden ser la música aleatòria o el principi de la indeterminació -ja a la dècada de 1950- sobretot gràcies a John Cage.
Però en el segle passat, la improvisació ha tingut un lloc especial en el terreny del jazz, fins al punt que sovint es defineix com una 'música improvisada', un dels pocs elements comuns a tots (o gairebé) els estils de jazz. Les melodies s'hi improvisen -una a una o, menys sovint, polifònicament- sobre una estructura harmònica prefixada. Les improvacions més reeixides dels instrumentistes més reputats esdevenen material no sols de culte sinó també -prèvia transcripció a notació musical- d'estudi a les escoles i conservatoris. Els cantants hi empren la tècnica del scat per a dotar-se d'un text.

## Als Països Catalans
Si bé una cançó improvisada pot ser considerada un gènere en si mateix, té variants territorials que es defineixen en classes diferents de tonades o melodies. A les Illes Balears es parla de «glosa»; al País Valencià, de les «albaes»; a les Terres de l'Ebre, de les «jotes»; a Lleida, els gitanos han conreat els «garrotins»; les «nyacres» a l'Empordà; i les «corrandes» les trobaríem força esteses per tot el territori de Catalunya. Una atenció especial mereixen les cançons de pandero, normalment vinculades a les majorales del Roser i que han despertat l'interès d'etnògrafs i antropòlegs que les han convertides en objectiu dels seus estudis.
Hi ha encontres de glosadors o corrandistes a redós d'una festa, en un sopar, en una sobretaula d'un dinar festiu, d'una trobada d'acordionistes o de violinistes, entre d'altres. Poden ser espontanis, però també –i cada vegada més sovint– preparats i anunciats. Els qui canten es piquen entre ells per fer que el públic s'ho passi bé. Algunes de les trobades s'articulen com un concurs: en eliminatòries on els corrandistes fan combats de glosa. L'enginy i la picaresca a l'hora d'improvisar les lletres són les claus de l'èxit del glosador per tal que el jurat el puntuï ben alt. Al voltant d'aquesta activitat ha nascut un teixit associatiu que proposa lligues i concursos, coordina i publicita les cantades, com és el cas de Cor de Carxofa.

## Intel·ligència artificial
La improvisació automàtica utilitza algorismes informàtics per crear improvisació sobre materials musicals existents. Normalment, això es fa mitjançant la recombinació sofisticada de frases musicals extretes de la música existent, ja sigui en directe o pregravada. Per aconseguir una improvisació creïble en un estil particular, la improvisació automàtica utilitza algorismes d'aprenentatge automàtic i de concordança de patrons per analitzar exemples musicals existents. Els patrons resultants s'utilitzen llavors per crear noves variacions "a l'estil" de la música original, desenvolupant una noció de reinjecció estilística. Això és diferent d'altres mètodes d'improvisació amb ordinadors que utilitzen composició algorítmica per generar música nova sense realitzar anàlisis d'exemples de música existents.